# Skye (Sängerin)

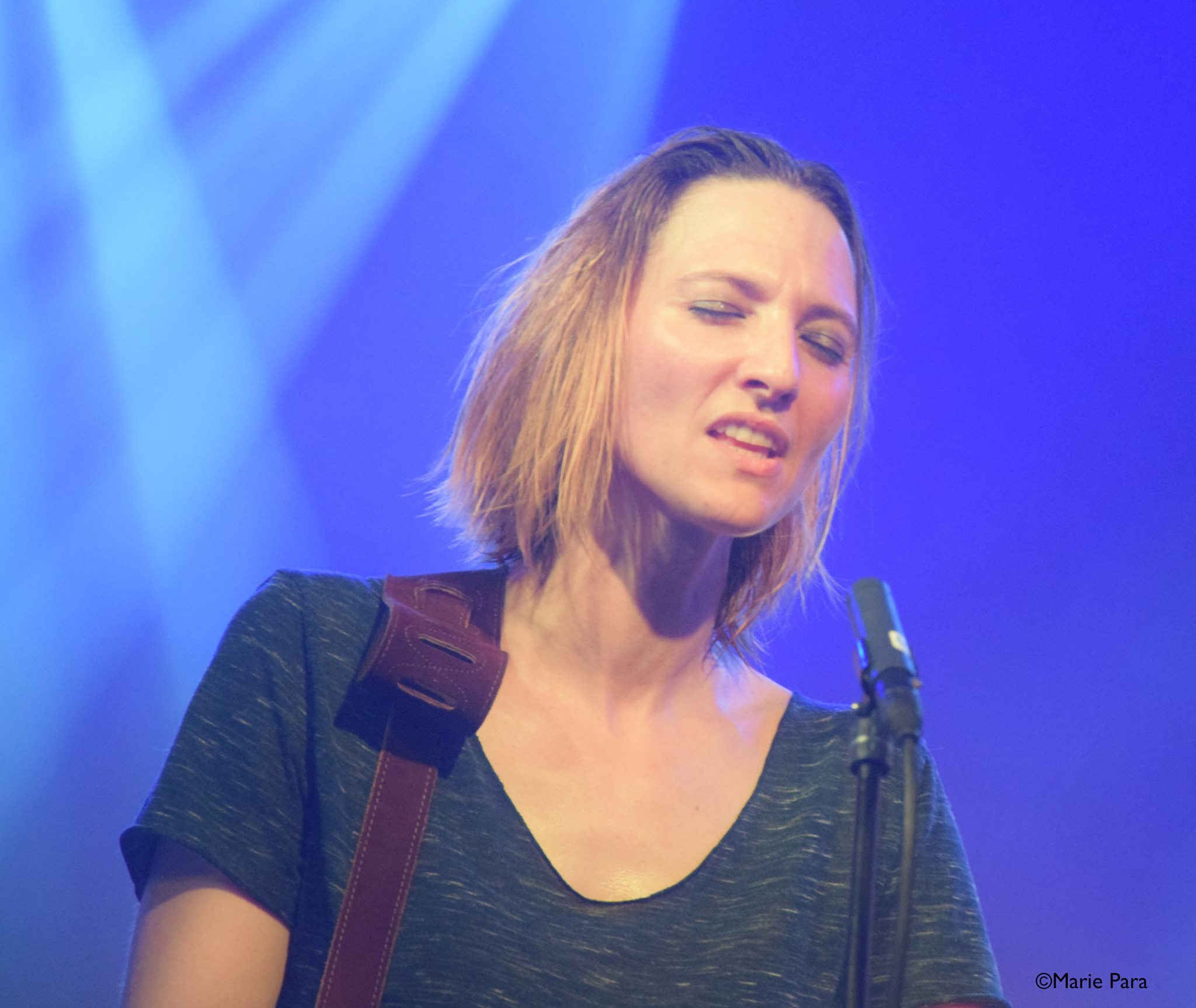
Skye (2016)

Skye (eigentlich Élodie Legros, * 1977 in Caen) ist eine französische Sängerin und Komponistin. Ihr Pseudonym wählte sie wegen ihrer Vorliebe für die schottische Insel Skye.

## Werdegang
Bis 2002 war sie Sängerin der Musikgruppe Dun Leia mit Katel.
Danach begann sie als Solokünstlerin zu arbeiten. Die Gitarristin spielt als Linkshänderin mit einer Rechtshändergitarre, d. h., sie hält die tiefen Saiten nach unten.
Das erste Soloalbum Impressionnable kam 2003 heraus. Ihr zweites Soloalbum Appaloosa erschien am 26. März 2007 erhältlich. Diese beiden Alben wurden vom Gitarristen Jean-Michel Kajdan produziert.
Sie spielte auch mit Künstlern wie Alain Chamfort oder Abd El Malik. Daneben war sie Gitarristin und Chorsängerin von Christophe Willem bei seiner Tournee 2007/2008, wobei sie auch sein Lied Aimer tant interpretierte.
Ihr nur aus Coverversionen bestehende drittes Album All My Tears brachte sie am 16. März 2009 heraus.

## Alben
- 2003: Impressionnable[1]
- 2007: Appaloosa
- 2009: All my tears